# Ectochela roseitincta
Ectochela roseitincta là một loài bướm đêm trong họ Noctuidae.